# Antoni Tàpies i Barba
Antoni Tàpies i Barba, ii marqués de Tàpies (Barcelona, 1 de enero de 1956) es un médico y poeta español, hijo del pintor Antoni Tàpies. Escribe en idioma catalán.

## Biografía
Se inició en la poesía visual, con influencia del vanguardismo caligramático, publicando Siboc en 1973. Con Les danses d'u (1975) intentó aglutinar diversas experiencias culturales en el seno de la escritura. En Dies d'aigües (1980) se mostró más elegíaco y evocador de la experiencia personal. Otras obras suyas en el terreno de la poesía son La veu del vent (1988), Matèria dels astres (1992), L'escrivent (1999) y El Faedor de Reis (2021). En 1992 se inició en la narrativa con Des de l'ombra. También ha traducido diversas obras del alemán al catalán, como Himnes a la Nit de Novalis (1975), Les Nits Florentines de Heinrich Heine y Novel·la d'infant de Klaus Mann (1981).
En 2012 heredó el título de marqués de Tàpies, tras el fallecimiento de su padre. También es miembro del Patronato de la Fundación Antoni Tàpies, presidente de la Comissió Tàpies y director de la galería Toni Tàpies —dedicada al arte contemporáneo— y de Ediciones T, una editorial especializada en ediciones de obra gráfica de artistas contemporáneos y libros de bibliófilo.